# Ballspielverein Borussia 09 Dortmund 2025-2026
Questa pagina raccoglie i dati riguardanti il Ballspielverein Borussia 09 Dortmund nelle competizioni ufficiali della stagione 2025-2026.

## Maglie e sponsor
| Casa |

## Rosa
Rosa aggiornata al 18 agosto 2025
| N. |                        | Ruolo | Calciatore                   |
| -- | ---------------------- | ----- | ---------------------------- |
| 1  | Svizzera (bandiera)    | P     | Gregor Kobel (vice capitano) |
| 2  | Brasile (bandiera)     | D     | Yan Couto                    |
| 3  | Germania (bandiera)    | D     | Waldemar Anton               |
| 4  | Germania (bandiera)    | D     | Nico Schlotterbeck           |
| 5  | Algeria (bandiera)     | D     | Ramy Bensebaini              |
| 6  | Germania (bandiera)    | C     | Salih Özcan                  |
| 7  | Inghilterra (bandiera) | A     | Jobe Bellingham              |
| 8  | Germania (bandiera)    | C     | Felix Nmecha                 |
| 9  | Guinea (bandiera)      | A     | Serhou Guirassy              |
| 10 | Germania (bandiera)    | C     | Julian Brandt                |
| 13 | Germania (bandiera)    | C     | Pascal Groß                  |
| 14 | Germania (bandiera)    | A     | Maximilian Beier             |
| 16 | Belgio (bandiera)      | A     | Julien Duranville            |

| N. |                        | Ruolo | Calciatore          |
| -- | ---------------------- | ----- | ------------------- |
| 20 | Austria (bandiera)     | C     | Marcel Sabitzer     |
| 21 | Stati Uniti (bandiera) | C     | Giovanni Reyna      |
| 23 | Germania (bandiera)    | C     | Emre Can (capitano) |
| 24 | Svezia (bandiera)      | D     | Daniel Svensson     |
| 25 | Germania (bandiera)    | D     | Niklas Süle         |
| 26 | Norvegia (bandiera)    | D     | Julian Ryerson      |
| 27 | Germania (bandiera)    | A     | Karim Adeyemi       |
| 30 | Germania (bandiera)    | P     | Patrick Drewes      |
| 31 | Germania (bandiera)    | P     | Silas Ostrzinski    |
| 32 | Paesi Bassi (bandiera) | A     | Jordi Paulina       |
| 33 | Germania (bandiera)    | P     | Alexander Meyer     |
| 37 | Stati Uniti (bandiera) | A     | Cole Campbell       |
| 39 | Italia (bandiera)      | D     | Filippo Mané        |
| 42 | Germania (bandiera)    | D     | Almugera Kabar      |

## Calciomercato

### Sessione estiva
| Acquisti         | Acquisti          | Acquisti        | Acquisti                   |
| R.               | Nome              | da              | Modalità                   |
| ---------------- | ----------------- | --------------- | -------------------------- |
| D                | Daniel Svensson   | Nordsjælland    | definitivo (6,5 milioni €) |
| D                | Yan Couto         | Manchester City | definitivo (20 milioni €)  |
| P                | Patrick Drewes    | Bochum          | definitivo (200 mila €)    |
| Altre operazioni |                   |                 |                            |
| R.               | Nome              | da              | Modalità                   |
| A                | Sébastien Haller  | Utrecht         | fine prestito              |
| A                | Youssoufa Moukoko | Nizza           | fine prestito              |
| P                | Diant Ramaj       | Copenaghen      | fine prestito              |

| Cessioni         | Cessioni           | Cessioni           | Cessioni                   |
| R.               | Nome               | a                  | Modalità                   |
| ---------------- | ------------------ | ------------------ | -------------------------- |
| A                | Jamie Gittens      | Chelsea            | definitivo (56 milioni €)  |
| D                | Soumaïla Coulibaly | Strasburgo         | definitivo (7,5 milioni €) |
| A                | Sébastien Haller   | Utrecht            | gratuito                   |
| A                | Youssoufa Moukoko  | Copenaghen         | definitivo (5 milioni €)   |
| C                | Kjell Wätjen       | Bochum             | prestito                   |
| P                | Marcel Lotka       | Fortuna Düsseldorf | prestito                   |
| P                | Diant Ramaj        | Heidenheim         | prestito                   |
| Altre operazioni |                    |                    |                            |
| R.               | Nome               | da                 | Modalità                   |
| D                | Yan Couto          | Manchester City    | fine prestito              |
| C                | Carney Chukwuemeka | Chelsea            | fine prestito              |
| D                | Daniel Svensson    | Nordsjælland       | fine prestito              |

### Sessione invernale
| Acquisti         | Acquisti         | Acquisti         | Acquisti         |
| R.               | Nome             | da               | Modalità         |
| Altre operazioni | Altre operazioni | Altre operazioni | Altre operazioni |
| R.               | Nome             | da               | Modalità         |
| ---------------- | ---------------- | ---------------- | ---------------- |

| Cessioni         | Cessioni         | Cessioni         | Cessioni         |
| R.               | Nome             | a                | Modalità         |
| Altre operazioni | Altre operazioni | Altre operazioni | Altre operazioni |
| R.               | Nome             | da               | Modalità         |
| ---------------- | ---------------- | ---------------- | ---------------- |

## Risultati

### Bundesliga

#### Girone di andata
| Amburgo 23 agosto 2025, ore 18:30 CEST 1ª giornata | St. Pauli | – | Borussia Dortmund | Millerntor-Stadion |

| Dortmund 31 agosto 2025, ore 17:30 CEST 2ª giornata | Borussia Dortmund | – | Union Berlino | Westfalenstadion |

| Heidenheim an der Brenz 3ª giornata | Heidenheim | – | Borussia Dortmund | Voith-Arena |

| Dortmund 4ª giornata | Borussia Dortmund | – | Wolfsburg | Westfalenstadion |

| Magonza 5ª giornata | Magonza | – | Borussia Dortmund | Mewa Arena |

| Dortmund 6ª giornata | Borussia Dortmund | – | RB Lipsia | Westfalenstadion |

| Monaco di Baviera 7ª giornata | Bayern Monaco | – | Borussia Dortmund | Allianz Arena |

| Dortmund 8ª giornata | Borussia Dortmund | – | Colonia | Westfalenstadion |

| Augusta 9ª giornata | Augusta | – | Borussia Dortmund | WWK Arena |

| Amburgo 10ª giornata | Amburgo | – | Borussia Dortmund | Volksparkstadion |

| Dortmund 11ª giornata | Borussia Dortmund | – | Stoccarda | Westfalenstadion |

| Leverkusen 12ª giornata | Bayer Leverkusen | – | Borussia Dortmund | BayArena |

| Dortmund 13ª giornata | Borussia Dortmund | – | Hoffenheim | Westfalenstadion |

| Friburgo in Brisgovia 14ª giornata | Friburgo | – | Borussia Dortmund | Europa-Park Stadion |

| Dortmund 15ª giornata | Borussia Dortmund | – | Borussia M'gladbach | Westfalenstadion |

| Francoforte sul Meno 16ª giornata | Eintracht Francoforte | – | Borussia Dortmund | Waldstadion |

| Dortmund 17ª giornata | Borussia Dortmund | – | Werder Brema | Westfalenstadion |

#### Girone di ritorno
| Dortmund 18ª giornata | Borussia Dortmund | – | St. Pauli | Westfalenstadion |

| Berlino 19ª giornata | Union Berlino | – | Borussia Dortmund | Stadio An der Alten Försterei |

| Dortmund 20ª giornata | Borussia Dortmund | – | Heidenheim | Westfalenstadion |

| Wolfsburg 21ª giornata | Wolfsburg | – | Borussia Dortmund | Volkswagen-Arena |

| Dortmund 22ª giornata | Borussia Dortmund | – | Magonza | Westfalenstadion |

| Lipsia 23ª giornata | RB Lipsia | – | Borussia Dortmund | Red Bull Arena |

| Dortmund 24ª giornata | Borussia Dortmund | – | Bayern Monaco | Westfalenstadion |

| Colonia 25ª giornata | Colonia | – | Borussia Dortmund | RheinEnergieStadion |

| Dortmund 26ª giornata | Borussia Dortmund | – | Augusta | Westfalenstadion |

| Dortmund 27ª giornata | Borussia Dortmund | – | Amburgo | Westfalenstadion |

| Stoccarda 28ª giornata | Stoccarda | – | Borussia Dortmund | MHPArena |

| Dortmund 29ª giornata | Borussia Dortmund | – | Bayer Leverkusen | Westfalenstadion |

| Sinsheim 30ª giornata | Hoffenheim | – | Borussia Dortmund | Rhein-Neckar-Arena |

| Dortmund 31ª giornata | Borussia Dortmund | – | Friburgo | Westfalenstadion |

| Mönchengladbach 32ª giornata | Borussia M'gladbach | – | Borussia Dortmund | Stadion im Borussia-Park |

| Dortmund 33ª giornata | Borussia Dortmund | – | Eintracht Francoforte | Westfalenstadion |

| Brema 34ª giornata | Werder Brema | – | Borussia Dortmund | Weserstadion |

### DFB-Pokal
| Arbitro: | Willenborg (Osnabrück) |

|  |           |              |
|  | Marcatori | 79’ Guirassy |

## Statistiche
Aggiornate al 18 agosto 2025

### Statistiche di squadra
| Competizione      | Punti | In casa | In casa | In casa | In casa | In casa | In casa | In trasferta | In trasferta | In trasferta | In trasferta | In trasferta | In trasferta | In campo neutro | In campo neutro | In campo neutro | In campo neutro | In campo neutro | In campo neutro | Totale | Totale | Totale | Totale | Totale | Totale | DR |
| Competizione      | Punti | G       | V       | N       | P       | Gf      | Gs      | G            | V            | N            | P            | Gf           | Gs           | G               | V               | N               | P               | Gf              | Gs              | G      | V      | N      | P      | Gf     | Gs     | DR |
| ----------------- | ----- | ------- | ------- | ------- | ------- | ------- | ------- | ------------ | ------------ | ------------ | ------------ | ------------ | ------------ | --------------- | --------------- | --------------- | --------------- | --------------- | --------------- | ------ | ------ | ------ | ------ | ------ | ------ | -- |
| Bundesliga        | -     |         |         |         |         |         |         |              |              |              |              |              |              | -               | -               | -               | -               | -               | -               |        |        |        |        |        |        |    |
| Coppa di Germania | -     |         |         |         |         |         |         | 1            | 1            | 0            | 0            | 1            | 0            | -               | -               | -               | -               | -               | -               | 1      | 1      | 0      | 0      | 1      | 0      | +1 |
| Champions League  | -     |         |         |         |         |         |         |              |              |              |              |              |              | -               | -               | -               | -               | -               | -               |        |        |        |        |        |        |    |
| Totale            | -     |         |         |         |         |         |         | 1            | 1            | 0            | 0            | 1            | 0            | -               | -               | -               | -               | -               | -               | 1      | 1      | 0      | 0      | 1      | 0      | +1 |

### Andamento in campionato
| Giornata  | 1 | 2 | 3 | 4 | 5 | 6 | 7 | 8 | 9 | 10 | 11 | 12 | 13 | 14 | 15 | 16 | 17 | 18 | 19 | 20 | 21 | 22 | 23 | 24 | 25 | 26 | 27 | 28 | 29 | 30 | 31 | 32 | 33 | 34 |
| --------- | - | - | - | - | - | - | - | - | - | -- | -- | -- | -- | -- | -- | -- | -- | -- | -- | -- | -- | -- | -- | -- | -- | -- | -- | -- | -- | -- | -- | -- | -- | -- |
| Luogo     | T | C | T | C | T | C | T | C | T | T  | C  | T  | C  | T  | C  | T  | C  | C  | T  | C  | T  | C  | T  | C  | T  | C  | C  | T  | C  | T  | C  | T  | C  | T  |
| Risultato |   |   |   |   |   |   |   |   |   |    |    |    |    |    |    |    |    |    |    |    |    |    |    |    |    |    |    |    |    |    |    |    |    |    |
| Posizione |   |   |   |   |   |   |   |   |   |    |    |    |    |    |    |    |    |    |    |    |    |    |    |    |    |    |    |    |    |    |    |    |    |    |

Legenda:

Luogo: C = Casa; T = Trasferta. Risultato: V = Vittoria; N = Pareggio; P = Sconfitta.

### Andamento in Champions League
| Giornata  | 1 | 2 | 3 | 4 | 5 | 6 | 7 | 8 |
| --------- | - | - | - | - | - | - | - | - |
| Luogo     |   |   |   |   |   |   |   |   |
| Risultato |   |   |   |   |   |   |   |   |
| Posizione |   |   |   |   |   |   |   |   |

Legenda:

Luogo: C = Casa; T = Trasferta. Risultato: R = Rinviata; V = Vittoria; N = Pareggio; P = Sconfitta.

### Statistiche dei giocatori
In corsivo i giocatori che hanno lasciato la squadra a stagione già iniziata.
| Giocatore        | Bundesliga | Bundesliga | Bundesliga  | Bundesliga | Coppa di Germania | Coppa di Germania | Coppa di Germania | Coppa di Germania | Champions League | Champions League | Champions League | Champions League | Totale   | Totale | Totale      | Totale     |
| Giocatore        | Presenze   | Reti       | Ammonizioni | Espulsioni | Presenze          | Reti              | Ammonizioni       | Espulsioni        | Presenze         | Reti             | Ammonizioni      | Espulsioni       | Presenze | Reti   | Ammonizioni | Espulsioni |
| ---------------- | ---------- | ---------- | ----------- | ---------- | ----------------- | ----------------- | ----------------- | ----------------- | ---------------- | ---------------- | ---------------- | ---------------- | -------- | ------ | ----------- | ---------- |
| K. Adeyemi       | 0          | 0          | 0           | 0          | 0                 | 0                 | 0                 | 0                 | 0                | 0                | 0                | 0                | 0        | 0      | 0           | 0          |
| W. Anton         | 0          | 0          | 0           | 0          | 1                 | 0                 | 0                 | 0                 | 0                | 0                | 0                | 0                | 1        | 0      | 0           | 0          |
| A. Azhil         | 0          | 0          | 0           | 0          | 0                 | 0                 | 0                 | 0                 | 0                | 0                | 0                | 0                | 0        | 0      | 0           | 0          |
| J. Bellingham    | 0          | 0          | 0           | 0          | 1                 | 0                 | 0                 | 0                 | 0                | 0                | 0                | 0                | 1        | 0      | 0           | 0          |
| M. Beier         | 0          | 0          | 0           | 0          | 1                 | 0                 | 0                 | 0                 | 0                | 0                | 0                | 0                | 1        | 0      | 0           | 0          |
| R. Bensebaini    | 0          | 0          | 0           | 0          | 1                 | 0                 | 0                 | 0                 | 0                | 0                | 0                | 0                | 1        | 0      | 0           | 0          |
| J. Brandt        | 0          | 0          | 0           | 0          | 1                 | 0                 | 0                 | 0                 | 0                | 0                | 0                | 0                | 1        | 0      | 0           | 0          |
| C. Campbell      | 0          | 0          | 0           | 0          | 0                 | 0                 | 0                 | 0                 | 0                | 0                | 0                | 0                | 0        | 0      | 0           | 0          |
| E. Can           | 0          | 0          | 0           | 0          | 0                 | 0                 | 0                 | 0                 | 0                | 0                | 0                | 0                | 0        | 0      | 0           | 0          |
| Y. Couto         | 0          | 0          | 0           | 0          | 1                 | 0                 | 0                 | 0                 | 0                | 0                | 0                | 0                | 1        | 0      | 0           | 0          |
| J. Duranville    | 0          | 0          | 0           | 0          | 0                 | 0                 | 0                 | 0                 | 0                | 0                | 0                | 0                | 0        | 0      | 0           | 0          |
| P. Groß          | 0          | 0          | 0           | 0          | 1                 | 0                 | 0                 | 0                 | 0                | 0                | 0                | 0                | 1        | 0      | 0           | 0          |
| S. Guirassy      | 0          | 0          | 0           | 0          | 1                 | 1                 | 0                 | 0                 | 0                | 0                | 0                | 0                | 1        | 1      | 0           | 0          |
| A. Kabar         | 0          | 0          | 0           | 0          | 0                 | 0                 | 0                 | 0                 | 0                | 0                | 0                | 0                | 0        | 0      | 0           | 0          |
| G. Kobel         | 0          | -0         | 0           | 0          | 1                 | -0                | 0                 | 0                 | 0                | -0               | 0                | 0                | 1        | -0     | 0           | 0          |
| Y. Lührs         | 0          | 0          | 0           | 0          | 0                 | 0                 | 0                 | 0                 | 0                | 0                | 0                | 0                | 0        | 0      | 0           | 0          |
| F. Mané          | 0          | 0          | 0           | 0          | 1                 | 0                 | 0                 | 0                 | 0                | 0                | 0                | 0                | 1        | 0      | 0           | 0          |
| A. Meyer         | 0          | -0         | 0           | 0          | 0                 | -0                | 0                 | 0                 | 0                | -0               | 0                | 0                | 0        | -0     | 0           | 0          |
| F. Nmecha        | 0          | 0          | 0           | 0          | 1                 | 0                 | 0                 | 0                 | 0                | 0                | 0                | 0                | 1        | 0      | 0           | 0          |
| S. Özcan         | 0          | 0          | 0           | 0          | 1                 | 0                 | 0                 | 0                 | 0                | 0                | 0                | 0                | 1        | 0      | 0           | 0          |
| J. Paulina       | 0          | 0          | 0           | 0          | 0                 | 0                 | 0                 | 0                 | 0                | 0                | 0                | 0                | 0        | 0      | 0           | 0          |
| G. Reyna         | 0          | 0          | 0           | 0          | 0                 | 0                 | 0                 | 0                 | 0                | 0                | 0                | 0                | 0        | 0      | 0           | 0          |
| J. Ryerson       | 0          | 0          | 0           | 0          | 0                 | 0                 | 0                 | 0                 | 0                | 0                | 0                | 0                | 0        | 0      | 0           | 0          |
| M. Sabitzer      | 0          | 0          | 0           | 0          | 1                 | 0                 | 0                 | 0                 | 0                | 0                | 0                | 0                | 1        | 0      | 0           | 0          |
| N. Schlotterbeck | 0          | 0          | 0           | 0          | 0                 | 0                 | 0                 | 0                 | 0                | 0                | 0                | 0                | 0        | 0      | 0           | 0          |
| N. Süle          | 0          | 0          | 0           | 0          | 0                 | 0                 | 0                 | 0                 | 0                | 0                | 0                | 0                | 0        | 0      | 0           | 0          |
| D. Svensson      | 0          | 0          | 0           | 0          | 1                 | 0                 | 1                 | 0                 | 0                | 0                | 0                | 0                | 1        | 0      | 1           | 0          |